# Deoksiribonukleinska kiselina
Deoksiribonukleinska kiselina, skraćeno DNK ili DNA (eng. deoxyribonucleic acid,), jest nukleinska kiselina u obliku dvostruke spiralne zavojnice. Sadrži genske obrasce za specifičan biološki razvoj staničnih oblika života i većine virusa, dugačak je polimer nukleotida i kodira redoslijed aminokiselina u proteinima rabeći genetski kod, to jest trostruki kod nukleotida. Predstavlja polimer nukleotida koji su građeni od pentoze deoksiriboze, fosfatne skupine i dušične baze koja je u DNA jedna od adenina, gvanina, citozina i timina.
U eukariotskim organizmimama kao što su biljke, životinje, gljive i protisti većina DNA smještena je u staničnoj jezgri. U jednostavnijim organizmima zvanim prokarioti DNK nije odvojen od citoplazme jezgrinom ovojnicom. Mitohondriji i kloroplasti koji su organele eukariotskih stanica također sadrže DNK.
Osnovna je molekula nasljeđivanja i odgovoran je za prenošenje nasljednog materijala i osobina. U ljudi te osobine mogu ići od boje kose do sklonosti prema nekim bolestima. Za vrijeme diobe stanice DNK se umnažaju (repliciraju) i prenose se potomcima reprodukcijom. Istraživanja podrijetla mogu se temeljiti i na mitohondrijskomu DNK, koju se nasljeđuje samo od majke, i na muškom Y kromosomu, koji se nasljeđuje od oca.
DNK svake osobe, njihov genom, naslijeđen je od obaju roditelja. Majčin mitohondrijski DNK, zajedno s 23 kromosoma od svakoga roditelja, kombinira se u tvorbi genoma zigote, to jest oplođene jajne stanice. Kao rezultat, uz pojedine iznimke, primjerice crvene krvne stanice, većina ljudskih stanica sadrži 23 para kromosoma uz mitohondrijski DNK naslijeđen od majke.
Nakon što se duže vrijeme mislilo da apsolutna većina ljudskoga DNK predstavlja otpadni DNK (eng. junk DNA), čija uloga nije poznata, znanstvenici koji su radili na projektu ENCODE 2012. su godine objavili kako otprilike 80 % DNK ima neku biomehaničku ulogu. Takav je zaključak bio kritiziran zbog kriterija kojim su određivali što je to funkcionalno – glavni je kriterij bio sudjelovanje određenog dijela DNK u nekoj aktivnosti RNA-a kao što je transkripcija, ali neki se znanstvenici nisu s time slagali navodeći da, samo zato što se događa neka aktivnost na određenom dijelu DNK, ne znači da taj dio ima funkciju jer je, da bi se što smatralo funkcionalnim, važno pokazati posljedicu te aktivnosti s obzirom na to da bez posljedice aktivnost ne mora imati funkciju. U prilog su tome znanstvenici s Oxforda u srpnju 2014. objavili istraživanje prema kojemu je ukupno tek 8,2 % DNK funkcionalno, od kojih oko 1 % kodira proteine, a oko 7 % ima regulatornu ulogu. Analiza DNK postupak je utvrđivanja odlika DNK-a pojedinca namijenjena identificiranju vrste, a ne jedinke, naziva se barkoridiranje DNK.

## Uvod
DNA nije jedinstvena molekula, nego skup molekula koje su međusobno povezane vodikovim vezama i ustrojene tako da su njihovi lanci međusobno komplementarni i antiparalelni, od početka do kraja. Svaki se lanac sastoji od građevnih jedinica zvanih nukleotidi kojih u DNA ima 4 vrste: adenin (A), citozin (C), gvanin (G) i timin (T). Te osnovne komponente nukleinskih kiselina mogu biti polimerizirane bilo kojim redom.
Između dva lanca, svaka baza jednog može biti sparena s komplementarnom bazom drugog lanca i to tako da se adenin s dvije vodikove veze uvijek spaja s timinom i obratno te citozin uvijek s gvaninom preko tri vodikove veze i obratno. Tako se dobivaju moguće kombinacije: A+T, T+A, C+G, G+C. U rijetkim se situacijama događa krivo sparivanje, npr. kad timin prijeđe u svoj enolni oblik, a citozin u imino oblik. Dvolančana građa omogućava jednostavan mehanizam za replikaciju: lanci DNK se odvajaju poput patentnog zatvarača i tako se otvaraju prema brojnim nukleotidima u okolini. Enzimi stvaraju novi lanac tražeći komplementarnu bazu u okolini te grade novi lanac DNA. Naravno, baza na starom lancu određuje koja će baza biti na novom lancu da se očuva komplementarnost. Tako stanica završava replikaciju s dvije kopije svoje DNA.
DNA sadrži genetičku informaciju koju nasljeđuju potomci. Ta informacija određena je redoslijedom parova baza. Lanac DNA sadrži gene, područja koja reguliraju gene i područja koja nemaju nikakvu funkciju ili imaju funkciju koja još uvijek nije poznata. Geni se mogu shvatiti kao kuharica ili program organizma.
Još neke odrednice DNA:
- DNA je kiselina zbog fosfatnih skupina između svake deoksiriboze. To je primaran razlog negativnog naboja DNA.

- Polarnost pojedinog para je važna pa AT nije isto TA i CG nije isto GC.

- Mutacije su promjene u lancima DNA za koje se smatra da su nastale slučajno bilo da su baze preskočene, umetnute ili nepravilno udvostručene bilo da su lanci nadodani ili odrezani, a mogu nastati i kombinacijom svih ovih čimbenika. Mutacije se javljaju pri kemijskim oštećenjima (mutageni), oštećenjima zračenjem (UV zrake) ili složenijim zamjenama gena.

- DNA djeluje kao enzim u laboratorijskim uvjetima, ali kod živih organizama to još nije utvrđeno.

- Tradicijski gledano, DNA gradi dvostruku formu (Watson-Crickov model), ali može graditi trostruke pa i četverostruke forme (Hoogstenov model).

- DNA se od ribonukleinske kiseline razlikuje po tom što sadrži 2-deoksiribozu umjesto riboze te što je timin zamijenjen nukleotidom uracilom u RNA.

## DNA u praksi

### DNA u kriminalistici
Forenzičari rabe DNA iz krvi, sjemena, kože, sline ili kose koje su pronađene na mjestu zločina za identificiranje mogućih sumnjivaca u procesu koji se naziva genetski otisak prsta u određivanju DNA profila. Rabe se komadići sljedova repetitivne DNA kao, na primjer, kratki niz ponovljenih nizova ili minisateliti koji se uspoređuju. Metodu je razvio 1984. engleski genetičar Alec Jeffreys na Sveučilištu u Leicesteru za dokazivanje krivnje Colina Pitchforka 1988. pomoću računalne baze podataka. To je pomoglo istražiteljima u rješavanju starih slučajeva gdje je zločinac bio nepoznat, a postojao je uzorak DNA s mjesta događaja (npr. slučajevi silovanja). Ova je metoda najviše pouzdana za identificiranje kriminalaca, ali nije uvijek pouzdana jer DNA ponekad ne može biti nađen ili samo mjesto zločina može biti kontaminirano DNA-om više mogućih osumnjičenika.

### Povijesna i antropološka istraživanja
Istraživanje DNA se provodi pri praćenju hoda ljudske populacije tijekom vremena te za dokazivanje i identifikaciju određenih ljudskih skupina i povijesnih osoba. Naravno, DNA se rabi i za određivanje rodovskih poveznica (rodoslovnog stabla) te testiranje majčinstva i očinstva.

## Molekulska struktura
DNA, molekula nasljeđivanja, jest makromolekula koja se sastoji od dva lanca molekula koji su međusobno uvijeni jedan oko drugog u obliku dvostruke zavojnice. Kemijski se lanac DNA sastoji od niza nukleotida, a svaki se nukleotid sastoji od deoksiriboze, fosfata i dušičnih baza. Prema tome, DNA je polimer jer se sastoji od određenih podjedinica tj. nukleotida. 
Raznolikost baza znači da u DNA postoje 4 vrste nukleotida koji se identificiraju prema njihovim bazama. To su adenin, timin, citozin i gvanin. Rijetko DNA sadrži uracil kao bazu (DNA PBS1 faga gdje je timin zamijenjen uracilom). Suprotno tomu, molekula RNA redovito u svojem sastavu ima uracil umjesto timina, osim nekih transportnih RNA gdje timin postoji na nekim mjestima. Bitna razlika između DNA i RNA je što DNA ima deoksiribozu, a RNA ribozu.
Svaki polinukleotidni lanac je pridružen drugom vodikovim vezama koje nastaju među njima i određuju komplementarno sparivanje prema pravilu: A s T i C s G. Identitet baza pritom određuje i jačinu i duljinu trajanja veze.
Zbog sparivanja baza, same baze su okrenute prema unutrašnjosti molekule tvoreći osovinu zavojnice, a fosfatne grupe i šećeri nukleotida su okrenuti prema van, pri čemu lanci čine kostur zavojnice. Povezivanje samih nukleotida omogućavaju kemijske veze među fosfatima i šećerima oblikujući polinukleotidni lanac.
Otapanje ili disocijacije dvostruke zavojnice DNA, upotrebljava se u lančanoj reakciji polimerazom pri čemu se svaki pojedini lanac rabi za sintetiziranje novih lanaca istobitnih prvom. Greške koje se javljaju pri sintezi poznate su kao mutacije. Proces lančane reakcije polimerazom  (polymerase chain reaction, PCR) primjenjuje se u laboratoriju u in vitro sintezi velikih količina DNA u različite istraživačke svrhe.

## Uloga redoslijeda
Unutar gena redoslijed nukleotida duž DNA određuje glasnički RNA (eng. messenger RNA) koja pak definira proteine koje stanica napravi tijekom tijekom života. Translacija je proces kojim se odvija sinteza proteina određenih redoslijedom nukleotida. Taj redoslijed nukleotida, koji je preko RNA povezan s proteinima naziva se genetski kod. Genetski kod se sastoji od raznih kombinacija tri nukleotida koje se nazivaju kodoni. Opisujemo ih trima slovima imena baza (npr. ACT, CAG, TTT). Svaki kodon kodira točno određenu aminokiselinu u proteinu. Transkripcijom s DNA nastaje glasnička RNA (mRNA) koja se na ribosomu u procesu translacije prevodi u protein. Ribosom čita mRNA te pomoću transportne RNA (eng. transfer RNA, tRNA) koja odgovarajućem kodonu donosi odgovarajuću aminokiselinu, stvara novi protein. Moguća su 64 kodona (4 vrste baza za tri mjesta kodona: 43) koji kodiraju 20 aminokiselina. Više kodona može kodirati jednu te istu aminokiselinu, a postoje i stop i besmisleni kodoni koji označavaju kraj kodirajuće regije (UAA, UGA i UAG kodoni).
U mnogih vrsta samo mali dio ukupnog redoslijeda genoma kodira proteine. Na primjer, samo 1,5 % ljudskog genoma se sastoji od dijelova koji kodiraju proteine. Funkcija ostalih dijelova je manje poznata. Neke sekvence DNA imaju specifični afinitet za proteine koji vežu DNA (eng. DNA binding proteins) i koji igraju veliku ulogu u replikaciji i tanskripciji. Takvi redoslijedi DNA nazivaju se regulatorne sekvence i istraživači pretpostavljaju da su našli tek mali dio takvih sekvenci od ukupnog broja. Otpadna DNA (eng. junk DNA) predstavlja redoslijede u kojima nema gena. Razlozi postojanja toliko mnogo nekodirajuće DNA u eukariotskim genomima nisu poznati te se te iznimne razlike između veličine genoma i složenosti organizma nazivaju paradoks C-veličine.
Neke sekvence DNA imaju strukturnu ulogu u kromosomima. Telomere i centromere sadrže malo ili uopće ne sadrže gene koji kodiranju proteine, ali su važne za funkciju i stabilnost kromosoma. Neki geni RNA kodiraju traskripte koji funkcioniraju kao regulatorne DNA koje utječu na funkciju drugih molekula DNA. Intronsko-egzonska struktura nekih gena (geni imunoglobulina i protokadeherina) su važne za dopuštanje alternativnog izrezivanja (splicing) pre-mRNA, što omogućuje stvaranje različitih proteina koji potječu od jednog gena. Neke nekodirajuće regije predstavljaju pseudogene koji mogu poslužiti kao materijal za stvaranje novih gena s novim funkcijama. Postoje i nekodirajuće regije koje omogućavaju vruće točke za duplikaciju kratkih dijelova DNA te takve duplicirane sekvence mogu biti glavni oblik genetske promjene u ljudskom porijeklu. Egzoni među kojima je mnoštvo introna omogućavaju egzonsku prevrtljivost pri stvaranju modificiranih gena koji mogu imati novu prilagodbenu funkciju. Velika količina nekodirajuće DNA je vjerojatno prilagodben tako što omogućava kromosomskim regijama rekombinaciju između homolognih dijelova kromosoma bez poremećaja u funkciji gena. Redoslijedi DNA također određuju podložnost cijepanju restrikcijskim enzimima vrlo bitnim za genetski inženjering.

## Replikacija
Replikacija ili sinteza DNA je proces umnažanja dvolančane DNA prije stanične diobe. Tri su osnovna stupnja replikacija DNA-a: odmatanje i razdvajanje polinukleotidnih lanaca DNA uzvojnice, komplementarno sparivanje baza i polimerizacija nukleotida. Replikacija se odvija na replikacijskoj viljušci i u njoj sudjeluju oba lanca. U sintezi sudjeluju enzimi: DNA primaza, DNA- i RNA polimeraze, egzonukleaze, DNA ligaza, topoizomeraza i helikaza koja rastavlja lance DNA.  Enzimi helikaze kidaju vodikove veze između dušičnih baza dvaju lanaca u molekuli DNA. Odmotavanje lanca pomaže SSB protein koji drži lance odmotane da se ponovno ne vežu. 
DNA primaza stvara RNA početnice, kratke segmente od 30-ak nukleotida; čije prisustvo je uvjet za djelovanje DNA polimeraze. DNA polimeraza, od roditeljskog lanca 5' - 3' smjera, koji služi kao predložak sintetizira novi antiparalelni lanac u smjeru 3' - 5', tzv. vodeći lanac. Roditeljski lanac DNA koji je 3' - 5' smjera je tzv. zaostajući lanac te služi kao predložak za sintezu kratkih dijelova novog lanca DNA, Okazakijevih fragmenata, koje enzim DNA ligaza spaja u potpuni lanac DNA. Svaka od novih molekula DNA se sastoji od jednog originalnog lanca i jednog lanca koji je novo sintetiziran. Dva dobivena lanca su identični, ali se ponekad u procesu replikacije mogu pojaviti i greške. Ovakva replikacija se naziva semikonzervativna replikacija. Proces replikacije odvija se u tri stupnja: inicijacija, elongacija i terminacija.

## Osobine molekule

### Asocijacija i disocijacija lanaca
Vodikove veze između lanaca u dvostrukoj uzvojnici su dovoljno slabe da lanci mogu biti razdvojeni enzimima. Enzimi zvani helikaze odvijaju lance da bi omogućili dojelovanje drugih enzima kao npr. DNA polimeraze. Lanci mogu biti razdvojeni i na višoj temperaturi ako su manji od 10 000 parova baza (10 kilobaza), na čemu se temelji PCR tehnika. 

### Kružna DNA
Kada su krajevi dvostruke zavojnice DNA spojeni, kao u plazmidima, lanci su topološki zamršeni. To znači da ne mogu biti razdvojeni laganim zagrijavanjem ili bilo kojim procesom koji ne uključuje prekidanje lanaca. Enzimi topoizomeraze su zaslužni za rasplitanje topološki povezanih lanaca. Neki enzimi to čine cijepanjem dvaju lanaca tako da i drugi dvolančani segment može proći. Rasplitanje je potrebno za replikaciju kružne DNA, kao i za različite tipove linearne DNA.

### Velika duljina nasuprot vrlo malenoj širini
Zbog uskoće uzvojnice, DNA je teško detektirati elektronskim mikroskopom, osim pri jačem bojenju. Nasuprot tomu, duljina lanaca u ljudskim kromosomima prosječno iznosi 2 metra. Prema tome, stanica mora spakirati DNA da bi stala nju. To je jedna od funkcija kromosoma koji sadrže okruglaste proteine zvane histoni oko kojih se mota DNA.

### Entropijsko rastezanje
Kada se DNA nalazi u otopini, podvrgnuta je komformacijskim kolebanjima zbog energije koja se nalazi u samoj otopini. Zbog entropijskih razloga, savitljiva stanja su termički pogodnija od rastegnutih stanja. Zato se DNA rasteže slično gumenoj traci. Koristeći optička kliješta, entropijsko rastezanje DNA-a je analizirano iz perspektive fizike polimera i utvrđeno je da se DNA ponaša kao Kratky-Porodov crvoliki lanac, model s duljinom postojanosti od oko 53 nm.
DNA se zatim podvrgava rastezanju faznog prijelaza pri sili od 65 pN. Pri višim vrijednostima sile, DNA poprima oblik koji je pretpostavio Linus Pauling tako da se fosfati nalaze u sredini, a baze su okrenute prema van. Ta predložena struktura se naziva P-oblik DNA-a u čast Paulingu.

### Geometrijski oblici DNA
Zavojnica DNA-a može poprimiti geometrijski tri različita oblika od kojih su B oblik opisali James D. Watson i Francis Crick i za koji se smatra da je dominantan u stanicama. Takav DNA je širok 2 nanometra, a duljina 10 parova baza (10 bp) po sekvenci je 3,4 nm. To je također prosječna duljina sekvence pri kojoj dvostruka zavojnica napravi potpuni zavoj oko osi. Frekvencija zavoja ovisi o silama koje svaka baza vrši na susjednu bazu u lancu.

#### Superzavojnica
B oblik zavojnice DNA-a se zakreće 360° po 10 bp u odsutnosti naprezanja. Ali mnogi molekularni biološki procesi mogu izazvati to naprezanje. To će rezutirati prevelikim ili premalim zavojima, tj. kao pozitivno ili negativno superzavijanje. DNA je in vivo tipično negativno superzavijena, što ubrzava odmotavanje dvostrukog heliksa za transkripciju.

#### Naboršećera
Postoje 4 konformacije prstena ribofuranoze u nukleotidu:
1. C-2' endo
2. C-2' egzo
3. C-3' endo
4. C-3' egzo

Riboza je u C-3’ endo, dok su deoksiriboze u C-2’endo konformaciji. A i B oblici se uglavnom razlikuju po svojim šećernim oblicima. U A obliku, C3’ konfiguracija je iznad prstena šećera dok je kod C2’ konfiguracije ispod. Tako se A oblik opisuje kao C-3’ endo. Isto tako, u B obliku C2’ konfiguracija je iznad prstena šećera, a C3’ ispod pa se naziva C-2’ endo. Drugačije nabiranje A-DNA rezultira skraćenjem udaljenosti između susjednih fosfata za 1 Ångstrom. To daje 11 ili 12 parova baza u zavoju DNA lanca, umjesto 10,5 u B-DNA. Šećerni nabor daje DNA-u jednoliki oblik vrpce s cilindrično otvorenim središtem i skučenijim, izraženim dubljim glavnim utorom nego što su utori u B-DNA.

#### A i Z oblici zavojnice
Dva ostala poznata geometrijska oblika (A i Z) razlikuju se po svojoj geometriji i dimenzijama. A oblik se nalazi samo u dehidriranim uzorcima DNA-a, kao što su oni koji se nalaze u kristalografskim eksperimentima te u hibridno sparenim DNA i RNA lancima. Segmenti DNA-a koje je stanica metilirala u regulacijske svrhe pripadaju Z geometrijskom obliku u kojem se lanci okreću oko osi zavojnice kao zrcalna slika B oblika.

#### Odlike različitih oblika zavojnica
| geometrijska osobina       | A-oblik     | B-oblik     | Z-oblik                 |
| -------------------------- | ----------- | ----------- | ----------------------- |
| smjer zavojnice            | desni vijak | desni vijak | lijevi vijak            |
| jedinica ponavljanja       | 1 bp        | 1 bp        | 2 bp                    |
| rotacija/bp                | 33,6°       | 35,9°       | 60°/2                   |
| broj parova baza po zavoju | 10,7        | 10,4        | 12                      |
| inklinacija bp od osi      | +19°        | -1,2°       | -9°                     |
| rast/bp duž osi            | 0,23 nm     | 0,332 nm    | 0,38 nm                 |
| period po okretu zavojnice | 2,46 nm     | 3,32 nm     | 4,56 nm                 |
| srednji okret vijka        | +18°        | +16°        | 0°                      |
| glikozilni kut             | anti        | anti        | C: anti, G: syn         |
| šećerni nabor              | C3'-endo    | C2'-endo    | C: C2'-endo, G: C2'-exo |
| promjer                    | 2,6 nm      | 2,0 nm      |                         |

Postoje i neki nezavojiti oblici DNA-a, npr. SBS (side-by-side; usporedna) konfiguracija DNA-a.

## Smjer lanaca
Asimetrični oblik i povezanost nukleotida znači da lanac DNA-a uvijek ima određenu orijentaciju i usmjerenost. Zbog usmjerenosti, blizak uvid u dvostruku zavojnicu otkriva da nukleotidi jednoga lanca prate jedan put (ascendentni lanac) odnosno lanac »raste«, a nukleotidi drugog lanca drugi put (descendentni lanac) odnosno taj lanac »opada«. Tako izgleda da su lanci antiparalelni.

### Kemijska nomenklatura (5’ i 3’ krajevi)
Krajevi svake DNA se nazivaju 5’ kraj i 3’ kraj. Unutar stanice, enzimi koji izvode replikaciju i transkripciju čitaju DNA uvijek od 5’ prema 3’ kraju jednog lanca. U laboratorijskim uvjetima moguće su i manipulacije smjera čitanja.  U okomito orijentiranoj dvostrukoj zavojnici kažemo da lanac od 3’ kraja raste, a drugi lanac od 5’ kraja opada.

### Senseiantisense
Rezultat antiparalelnog ustroja molekule DNA i specifičnog smjera čitanja sekvenci je taj da stanice mogu pravilno translatirati samo jedan lanac DNA. Drugi se lanac može čitati samo unatrag. Prema molekularnim biolozima sekvenca je smislena (sense) ako može biti prevedena, a njezina komplementarna sekvenca je nelogična/besmislena (antisense). Prema svemu ovom, podloga za transkripciju je smislena sekvenca, a transkript smislenog lanca je i sam po sebi smislen.

### Razlike među smislenim i besmislenim sekvencama
U malom udjelu gena prokariota te u više u virusa i plazmida postoje male razlike između smislenih i besmislenih lanaca. Određene sekvence njihovog genoma imaju dvostruku zadaću da očitavaju jedan lanac u smjeru 5’ prema 3’ te drugi lanac u smjeru 3’ prema 5’. Kao rezultat toga genomi tih virusa su neuobičajeno kompaktni za brojne gene koje sadrže, za koje biolozi vjeruju da predstavljaju prilagodbu. To jednostavno potvrđuje da nema biološke razlike među dvama lanaca dvostruke zavojnice. Tipično je da se svaki lanac DNA-a ponaša kao smislen, odnosno kao besmislen u različitim regijama.

### Jednolančana DNA, ssDNA (eng.single stranded DNA)
U nekim se virusima DNA javlja u nezavojitom jednolančanom obliku. Zbog mnogih mehanizama popravka DNA-a u stanici koji djeluju samo na uparenim bazama, u virusa koji nose jednolančani DNA genomi mutiraju učestalije. Takve se vrste mnogo brže prilagođavaju i odupiru izumiranju. Rezultat ne bi bio zadovoljavajući u kompliciranijim i spororeplicirajućim organizmima, što bi moglo objasniti zašto ti virusi nose jednolančani DNA. Molekule DNA-a se kod različitih biljaka i životinja razlikuju po veličini. Najmanji broj nukleotida ima DNA virusa (samo nekoliko tisuća), molekula DNA-a  bakterije sadrži nekoliko milijuna nukleotida, dok kod čovjeka taj broj prelazi nekoliko milijardi nukleotida. 
Dvolančanu DNA označavamo s dsDNS (double-stranded DNA).

## Povijest istraživanja
Nukleinske kiseline prvi je opisao švicarski liječnik Friedrich Miescher 1869. godine nazvavši je nuklein. Nešto kasnije izolirao je čisti uzorak onoga što se danas naziva DNA iz spermija lososa, a 1889. njegov učenik Richard Altmann je dao naziv nukleinska kiselina. Godine 1919. Phoebus Levene s Rockefellerova Instituta otkrio je sastavnice (četiri baze, šećer i fosfatni lanac) i pokazao kako su sastavnice DNA-a međusobno povezane. Svaku od jedinica nazvao je nukleotid i predložio da se molekula DNA sastoji od lanaca nukleotida povezanih fosfatnim grupama. Levene je smatrao da se redoslijed baza ponavlja i da je lanac kratak. Torbjorn Caspersson i Einar Hammersten dokazali su da je DNA polimer. William Astbury je prvi pomoću rendgenskih difrakcijskih uzoraka 1937. pokazao kako DNA ima pravilnu strukturu.
Tijekom 30-ih i 40-ih godina smatralo se da su nositelji genetske informacije proteini. Pravu narav DNA-a kao nosioca genetskog zapisa opisao je 1928. godine Frederick Griffith koji je otkrio transformirajući princip. To je otkrio pomoću pokusa na miševima s dva tipa bakterija Diplococcus pneumoniae (R i S). U miševe je ubrizgao dva tipa bakterije D. pneumoniae, od kojih su neki bili živi, no oslabnjeni tako da ne mogu prouzročiti bolest, a neke su bile posve mrtve (S). Većina je miševa uginula. Otkriveno je da su mrtve bakterije na neki način transformirale žive, oslabljene bakterije. 
Godine 1953. Francis Crick i James Watson konstruirali su i opisali model dvostruke uzvojnice lanca DNA-a, a njihova konstrukcija potekla je od rendgenskih difrakcijskih uzoraka koje su snimili Rosalind Franklin i Raymond Gosling u svibnju 1952. i ideje Erwin Chargaff da su pojedini nukleotidi upareni (Chargaffova pravila). 

## Vanjske poveznice
- Repozitorij Fakulteta kemijskog inženjerstva i tehnologije u Zagrebu  Arhivirana inačica izvorne stranice od 25. ožujka 2017. (Wayback Machine) Jezgra i organizacija nasljedne tvari, kliznica 11, Stupnjevi kondenzacije DNA
- Filozofski fakultet u Splitu - DNA  Arhivirana inačica izvorne stranice od 25. ožujka 2017. (Wayback Machine)